# Lucius Accius
Lucius Accius (asi 170 Pisaurum – asi 85 př. n. l.) byl římský autor tragédií.
Accius sice pocházel z rodiny propuštěnce, avšak záhy se díky oslnivé kariéře spřátelil s významnými Římany a předními spisovateli (např. Marcus Pacuvius). Jeho přednášky poslouchal také mladý Marcus Tullius Cicero.
Z rozsáhlého Acciova díla se dochovaly názvy asi 40 crepidat, tragédií na motivy z řecké mytologie. Vycházel z klasických témat a z klasiků řecké tragédie – srov. hry Bacchae (Bakchantky), Phoenissae (Féničanky). Zvláštní pozornost přitom věnuje v Římě velmi oblíbenému trójskému cyklu – hry Achilles, Armorum iudicium (Rozhodnutí sporu o zbraně), Astyanax, Hecuba, Troades (Tröjanky). Dalším jeho častým námětem byla římská historie (tzv. praetexty), jak je vidět již jen na názvech her (např. Brutus). Tragédie Aeneadae se zakládá na historických okolnostech 3. samnitské války.
Zachovalé zlomky jeho díla (asi 700 veršů) nám neumožňují posoudit Acciův styl. Bývá považován za méně pečlivého autora než Pacuvius, naopak je ale vyzdvihována živost a dramatická síla jeho dramat. Z Acciovy tragédie Atreus pochází často citované úsloví „Oderint dum metuant“ (Ať nenávidí, jen když se bojí).
Accius se věnoval též poezii – coby autor epigramů bývá považován za předchůdce neoteriků – a vědě: víme o nedochovaném pojednání o pramenech římského dramatu, scénické technice, historii divadla a reformě latinské abecedy.
- Seznam děl v Souborném katalogu ČR, jejichž autorem nebo tématem je Lucius Accius